# Stacey Porter
Pour les articles homonymes, voir Porter.
Stacey Porter, née le 29 mars 1982 à Tamworth (Nouvelle-Galles du Sud), est une joueuse de softball australienne. 
En 2004, elle remporte une médaille d'argent en softball aux Jeux olympiques de Pékin avec l'équipe australienne de softball. En 2008, elle est médaillée de bronze aux Jeux olympiques de Pékin.